# New Frankley in Birmingham
New Frankley in Birmingham är en civil parish i Storbritannien.   Den ligger i distriktet Birmingham i West Midlands i riksdelen England, i den södra delen av landet, 160 km nordväst om huvudstaden London. Antalet invånare är 7 890. Arean är 1,4 kvadratkilometer.
Terrängen i New Frankley in Birmingham är platt.